# Cedrasco
Cedrasco é uma comuna italiana da região da Lombardia, província de Sondrio, com cerca de 484 habitantes. Estende-se por uma área de 14 km², tendo uma densidade populacional de 35 hab/km². Faz fronteira com Berbenno di Valtellina, Caiolo, Foppolo (BG), Fusine, Postalesio.

## Demografia
| Variação demográfica do município entre 1861 e 2011                               |
|                                                                                   |
| Fonte: Istituto Nazionale di Statistica (ISTAT) - Elaboração gráfica da Wikipedia |